# Sjur Refsdal
Sjur Refsdal, född 30 december 1935 i Oslo, död 29 januari 2009, var en norsk astronom.
Refsdal blev filosofie doktor vid Universitetet i Oslo 1970 och tjänstgjorde som professor i astronomi vid Hamburgs universitet från 1972 till 2001. Från 1991 till 2001 var han också professor vid Institutet för Teoretisk Astrofysik vid Universitetet i Oslo. Åren 1997–1998 ledde han en arbetsgrupp vid Centre for Advanced Study vid Det Norske Videnskaps-Akademi. Hans viktigaste forskningsområden omfattade gravitationslinser, kosmologi och stjärnbildning.
Mest känd blev Refsdal för sina banbrytande arbeten om gravitationslinser. Han var först med att visa hur gravitationslinseffekten kan användas till att bestämma Universums ålder. Supernovan SN Refsdal, som upptäcktes av Rymdteleskopet Hubble 2014, är namngiven efter honom. Han mottog Fridtjof Nansens belønning for fremragende forskning 2001 och den norske konungens förtjänstmedalj i guld 2005. År 1993 blev han ledamot av Academia Europaea. År 1994 utnämndes han till hedersdoktor vid Université de Liège i Belgien.